# Jan Oblak
Jan Oblak (Škofja Loka, Eslovenia, 7 de enero de 1993) es un futbolista esloveno que juega de portero en el Atlético de Madrid de la Primera División de España.
Oblak debutó con 16 años en el N. K. Olimpija Ljubljana de su país, un año más tarde sería transferido al S. L. Benfica de Portugal, equipo donde sería parte del plantel ganador del triplete doméstico de la temporada 2013-14. Ese mismo año ficharía por el Atlético de Madrid por una cantidad de 16 millones de euros, convirtiéndose por aquel entonces, en el portero más caro del campeonato español. Con el club rojiblanco conquistó una Supercopa de España, una Liga de Europa, una Supercopa de Europa y un Campeonato de Liga.
Es el portero con más trofeos Zamora al portero menos goleado de la liga española, con seis.

## Trayectoria

### Nogometni Klub Olimpija Ljubljana
Nacido en la ciudad de Škofja Loka, en la Alta Carniola, Oblak comenzó a jugar al fútbol a la edad de cinco años para el club de su ciudad natal, el Ločan. A la edad de diez años, se mudó a la academia juvenil del NK Olimpija Ljubljana, donde permaneció hasta el final de la Primera Liga de Eslovenia 2004-05 cuando el club se disolvió. Luego se mudó a la recién fundada Bežigrad, que, después de una serie de cambios de nombre, se convirtió en Olimpija Ljubljana en 2008. Al año siguiente, Oblak rechazó un contrato del club italiano Empoli Football Club a favor de un juicio en Fulham Football Club, pero finalmente no abandonó el club y comprometió su futuro con una extensión de contrato hasta 2011. 
En 2009, con 16 años de edad, subió al primer equipo del NK Olimpija Ljubljana tras jugar durante seis años en el equipo filial; al respecto de su desempeño, su exentrenador manifestó años después la precocidad y calidad que mostraba entonces:

«Robert Volk era portero y entrenador de porteros al mismo tiempo. Tenía al joven Jan Oblak y también a Damir Botonjič, que quería volver al fútbol después de la muerte de su hermano. Un día Volk se dio cuenta de que el inmenso talento de Oblak había superado a todo el mundo. Dijo “este chaval es mejor que yo” y cedió su puesto en el equipo a un joven de 16 años. Nos quedamos un poco atónitos, por no hablar del padre de Oblak, que no podía creer que lleváramos a su hijo al campo de entrenamiento con el principal escuadrón. Rápidamente nos dimos cuenta de que Volk no estaba equivocado».
Manifestaciones del ex entrenador del Olimpija Ljubljana, Janez Pate, sobre los inicios de Jan Oblak.

Olimpija Ljubljana consiguió el ascenso a la Primera Liga de Eslovenia durante la Primera Liga de Eslovenia 2009-10 como campeón de liga. En la temporada siguiente, Oblak fue el portero principal del equipo, y solo se perdió tres partidos de liga, ya que el club terminó cuarto en la tabla de la liga. Tan sólo jugó en el club durante un año, ya que en 2010 el SL Benfica se hizo con sus servicios por casi 4 millones de euros aproximadamente. Se fue posteriormente, en calidad de cedido al SC Beira-Mar, SC Olhanense, União Leiria y Rio Ave FC, hasta que en 2013 volvió al Benfica. En la siguiente temporada ganó la Primeira Liga, la Copa de Portugal y la Copa de la Liga de Portugal.

### Atlético de Madrid

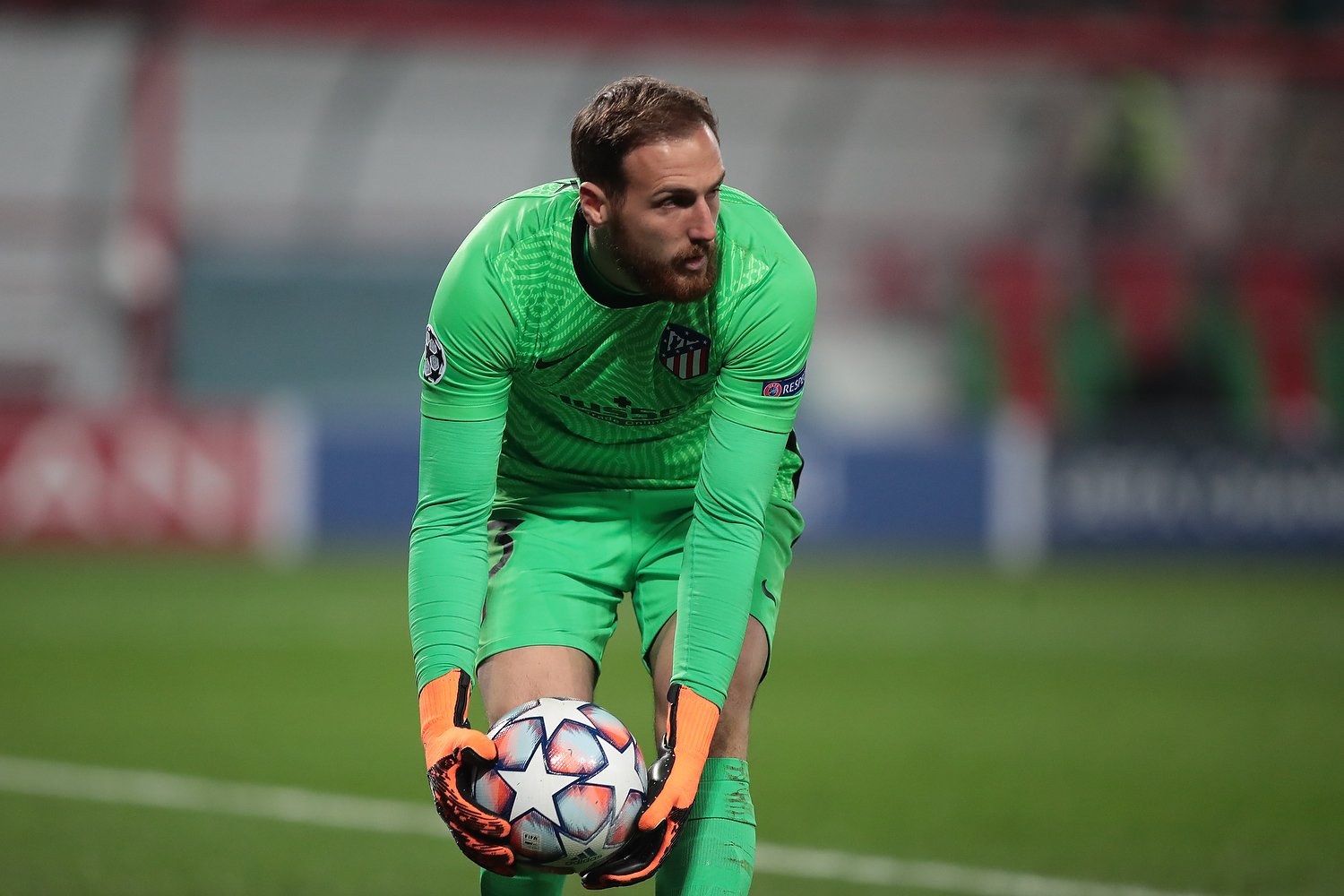
Oblak durante un partido de la Champions League en 2020.

El 16 de julio de 2014, el Atlético de Madrid hizo oficial su contratación por seis temporadas. El SL Benfica informó a la CMVM de que el traspaso se cerró en 16 millones de euros. Pese a no disputar ningún minuto, el 22 de agosto se proclamó campeón de la Supercopa de España; Jan fue convocado y estuvo en los dos partidos en el banquillo ante la titularidad de Miguel Ángel Moyá.
Debutó con el equipo rojiblanco el 16 de septiembre en la primera jornada de Champions. En dicho partido Oblak fue titular pero no pudo impedir que su equipo perdiera por tres a dos ante el Olympiacos en Grecia. Durante la primera parte de la temporada Jan se vio relegado a la suplencia ante la titularidad de Moyá y solo disputó los partidos de Copa del Rey.
Todo cambió el 17 de marzo de 2015 en el partido de vuelta de los octavos de final de la Liga de Campeones. El Atlético tenía que remontar un uno a cero frente al Bayer Leverkusen y en el minuto 23 Moyá se retiró lesionado. Jan saltó al campo y cuatro minutos más tarde el Atlético puso el uno a uno en el marcador. Con este resultado se llegó al final del partido y después al final de la prórroga teniendo que decidirse la clasificación en la tanda de penaltis. Oblak paró el primer penalti del Leverkusen y solo encajó dos de los cinco que le lanzaron, gracias a esto el Atlético se clasificó por tres a dos. Desde ese partido Jan fue titular en el resto de encuentros hasta que finalizó la temporada. Tras el partido de ida de los cuartos de final, en el que el Atleti empató a cero con el Real Madrid, Jan fue elegido jugador del partido e incluido en el once de la semana de la UEFA.
El 3 de mayo de 2016, Oblak le detuvo un penalti a Thomas Müller en el Allianz Arena en el partido de vuelta de la semifinal de la Liga de Campeones. Aunque el Atlético perdió el partido 2-1, avanzaron a la final gracias a los goles a domicilio, aunque en la final perdieron en la tanda de penaltis ante el Real Madrid, después de haber terminado con 1-1 el tiempo reglamentario. En dicha tanda, Oblak no pudo parar ningún penalti de los que le tiraron. Al terminar la temporada nacional, ganó el Trofeo Zamora al mejor portero de La Liga, habiendo concedido 18 goles en 38 partidos, igualando el registro de hace 22 años del portero del Deportivo de La Coruña, Francisco Liaño. 
El 16 de mayo de 2018 ganó la Europa League con el Atlético venciendo 3-0 en la final al Olympique de Marsella después de encajar solo dos goles en seis partidos y siendo decisivo con sus paradas en las semifinales contra el Arsenal. Tres meses después también se convierte en campeón de la Supercopa de Europa tras la victoria cuatro a dos del Atlético contra el Real Madrid. Además en 2017, 2018 y 2019 ganó el Zamora, quedándose con cuatro en total y solo a uno de Víctor Valdés y Antoni Ramallets.
El 11 de marzo de 2020 Oblak firmó una actuación inolvidable en Anfield. Eran octavos de final de la temporada 2019-20 y el partido de ida en el Wanda Metropolitano lo ganó inesperadamente el Atlético de Madrid 1-0. La vuelta en Anfield fue un partido para la historia, el Atlético de Madrid ganó en la prórroga por 3-2. Aunque Marcos Llorente marcó dos goles, el premio a mejor jugador del partido otorgado por la UEFA fue para Jan Oblak. El guardameta esloveno dio un espectacular recital de paradas realizando hasta nueve paradas decisivas. Ese mismo año la FIFA le consideró como el tercer mejor portero del mundo en los premios The Best.
En la temporada 2020-21 alzó el título de Liga como segundo capitán del Atlético de Madrid siendo clave para la consecución del título con sus paradas, conquistando igualmente su quinto trofeo Zamora (lo cual le supuso la consecución del "Zamora de Oro"); situándose como el portero con mayor número de estos galardones en la historia de la competición. Además fue nombrado mejor de jugador de la temporada en la Primera División de España.

## Selección nacional
El 11 de septiembre de 2012 Oblak hizo su debut con la selección de fútbol de Eslovenia en un partido contra Noruega para la clasificación para la Copa Mundial de Fútbol de 2014.

### Participaciones en Eurocopas
| Copa          | Sede     | Resultado        | Partidos | Goles encajados | Porterías a cero |
| ------------- | -------- | ---------------- | -------- | --------------- | ---------------- |
| Eurocopa 2024 | Alemania | Octavos de final | 4        | 2               | 2                |

## Estadísticas

### Clubes
Actualizado al último partido disputado el 23 de junio de 2025.
| Club                               | Div.          | Temporada     | Liga  | Liga  | Copas nacionales | Copas nacionales | Copas internacionales | Copas internacionales | Total | Total |
| Club                               | Div.          | Temporada     | Part. | Goles | Part.            | Goles            | Part.                 | Goles                 | Part. | Goles |
| ---------------------------------- | ------------- | ------------- | ----- | ----- | ---------------- | ---------------- | --------------------- | --------------------- | ----- | ----- |
| N. K. Olimpija Ljubljana Eslovenia | 1.ª           | 2009-10       | 32    | 28    | 0                | 0                | ―                     | ―                     | 32    | 28    |
| N. K. Olimpija Ljubljana Eslovenia | Total club    | Total club    | 32    | 28    | 0                | 0                | 0                     | 0                     | 32    | 28    |
| S. C. Beira-Mar Portugal           | 2.ª           | 2010          | 0     | 0     | 2                | 3                | ―                     | ―                     | 2     | 3     |
| S. C. Beira-Mar Portugal           | Total club    | Total club    | 0     | 0     | 2                | 3                | 0                     | 0                     | 2     | 3     |
| U. D. Leiria Portugal              | 1.ª           | 2011-12       | 16    | 29    | 1                | 2                | ―                     | ―                     | 17    | 31    |
| U. D. Leiria Portugal              | Total club    | Total club    | 16    | 29    | 1                | 2                | 0                     | 0                     | 17    | 31    |
| Rio Ave F. C. Portugal             | 1.ª           | 2012-13       | 28    | 40    | 3                | 0                | ―                     | ―                     | 31    | 40    |
| Rio Ave F. C. Portugal             | Total club    | Total club    | 28    | 40    | 3                | 0                | 0                     | 0                     | 31    | 40    |
| S. L. Benfica "B" Portugal         | 2.ª           | 2013-14       | 2     | 2     | ―                | ―                | ―                     | ―                     | 2     | 2     |
| S. L. Benfica "B" Portugal         | Total club    | Total club    | 2     | 2     | 0                | 0                | 0                     | 0                     | 2     | 2     |
| S. L. Benfica Portugal             | 1.ª           | 2013-14       | 16    | 3     | 6                | 0                | 4                     | 3                     | 26    | 6     |
| S. L. Benfica Portugal             | Total club    | Total club    | 16    | 3     | 6                | 0                | 4                     | 3                     | 26    | 6     |
| Atlético de Madrid · España        | 1.ª           | 2014-15       | 11    | 6     | 6                | 8                | 4                     | 4                     | 21    | 18    |
| Atlético de Madrid · España        | 1.ª           | 2015-16       | 38    | 18    | 0                | 0                | 13                    | 8                     | 51    | 26    |
| Atlético de Madrid · España        | 1.ª           | 2016-17       | 30    | 21    | 0                | 0                | 11                    | 7                     | 41    | 28    |
| Atlético de Madrid · España        | 1.ª           | 2017-18       | 37    | 22    | 0                | 0                | 12                    | 6                     | 49    | 28    |
| Atlético de Madrid · España        | 1.ª           | 2018-19       | 37    | 27    | 0                | 0                | 9                     | 11                    | 46    | 38    |
| Atlético de Madrid · España        | 1.ª           | 2019-20       | 38    | 27    | 2                | 2                | 9                     | 9                     | 49    | 38    |
| Atlético de Madrid · España        | 1.ª           | 2020-21       | 38    | 25    | 0                | 0                | 8                     | 11                    | 46    | 36    |
| Atlético de Madrid · España        | 1.ª           | 2021-22       | 38    | 43    | 3                | 4                | 10                    | 10                    | 51    | 57    |
| Atlético de Madrid · España        | 1.ª           | 2022-23       | 28    | 20    | 5                | 4                | 5                     | 7                     | 38    | 31    |
| Atlético de Madrid · España        | 1.ª           | 2023-24       | 38    | 43    | 6                | 12               | 10                    | 13                    | 54    | 68    |
| Atlético de Madrid · España        | 1.ª           | 2024-25       | 36    | 30    | 0                | 0                | 13                    | 19                    | 49    | 49    |
| Atlético de Madrid · España        | Total club    | Total club    | 369   | 282   | 22               | 30               | 104                   | 105                   | 495   | 417   |
| Total carrera                      | Total carrera | Total carrera | 463   | 384   | 34               | 35               | 108                   | 108                   | 605   | 527   |
| 1. 2. 3.                           |               |               |       |       |                  |                  |                       |                       |       |       |

## Palmarés

### Títulos nacionales
| Título                      | Club                     | País      | Año  |
| --------------------------- | ------------------------ | --------- | ---- |
| Segunda Liga de Eslovenia   | N. K. Olimpija Ljubljana | Eslovenia | 2009 |
| Primeira Liga               | S. L. Benfica            | Portugal  | 2014 |
| Copa de Portugal            | S. L. Benfica            | Portugal  | 2014 |
| Copa de la Liga de Portugal | S. L. Benfica            | Portugal  | 2014 |
| Supercopa de España         | Atlético de Madrid       | España    | 2014 |
| Primera División de España  | Atlético de Madrid       | España    | 2021 |

### Títulos internacionales
| Título                 | Club               | Sede   | Año  |
| ---------------------- | ------------------ | ------ | ---- |
| Liga Europa de la UEFA | Atlético de Madrid | Lyon   | 2018 |
| Supercopa de Europa    | Atlético de Madrid | Tallin | 2018 |

### Distinciones individuales
| Distinción                          | Año                                |
| ----------------------------------- | ---------------------------------- |
| Trofeo Zamora                       | 2016, 2017, 2018, 2019, 2021, 2025 |
| Mejor portero de la LPFP            | 2013-14                            |
| Futbolista esloveno del año         | 2015, 2016, 2017, 2018 y 2020      |
| Futbolista esloveno juvenil del año | 2012, 2013                         |
| Jugador del mes de LaLiga           | 2021 (mayo)                        |
| MVP de la LaLiga                    | 2021                               |